# Helen Crawfurd
Helen Crawfurd Anderson, née Jack le 9 novembre 1877 et morte le 18 avril 1954 est une suffragette écossaise, organisatrice de grèves de loyer, activiste communiste et femme politique.  

## Biographie
Helen Jack naît dans le quartier de Gorbals à Glasgow, fille d'Helen Kyle et de William Jack, maître boulanger. Alors qu'elle est encore jeune, sa famille part pour Ipswich. Elle poursuit ses études à Londres et à Ipswich puis sa famille revient à Glasgow en 1894, alors qu'elle a 17 ans. Son père est membre de l'Église d'Écosse et syndicaliste conservateur. Elle épouse un pasteur, Alexander Crawfurd en 1898.

## Activités politiques
Helen Crawfurd, s'engage dans le mouvement suffragiste dès le début des années 1900. En 1910 lors d'un meeting à Rutherglen, elle adhère au National Union of Women's Suffrage Societies (NUWSS) aussi connu sous les noms des Suffragists en opposition aux Suffragettes. Lors d'un séjour à Rothesay, elle entend un discours d'Helen Fraser, suffragette et membre active de la Women's Social and Political Union (WSPU) fondée par Emmeline Pankhurst. À la suite de cette rencontre, Helen Crawfurd devient une membre active de cet organisme, plus radical que la National Union of Women's Suffrage Societies (NUWSS).
Helen Crawfurd est emprisonnée un mois à la prison de Holloway, à cause de sa participation, en mars 1912, à la campagne de bris de vitres de la WSPU. Accompagnée de Madame Swann, Margaret McPhun, Frances McPhun et Janet Barrowman, elles mènent une action contre le ministre de l'Éducation Jack Pease, qui verra les vitres de son domicile brisées. En 1914, elle est de nouveau arrêtée lors d'un meeting à Glasgow, et condamnée à un mois de prison. Elle entame alors une grève de la faim pendant huit jours pour être libérée.  

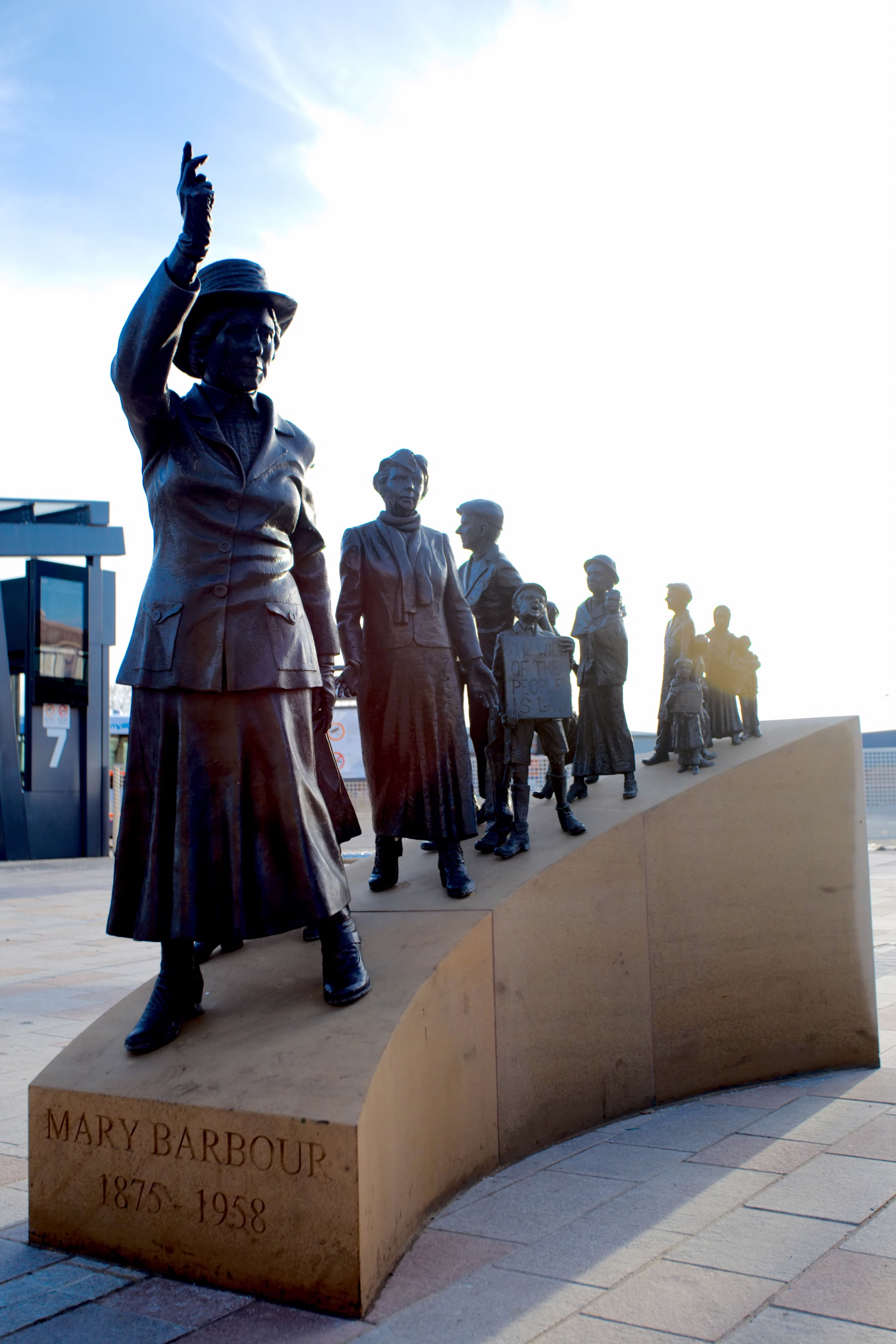
Statue de Mary Barbour.

Elle quitte la WSPU pour protester contre le soutien de cette organisation à la Première Guerre mondiale et rejoint le Parti travailliste indépendant. Elle est déçue de l'attitude pro-guerre de Flora Drummond et Christabel Pankhurst.
Pendant la guerre, Helen Crawfurd s'implique dans le mouvement Red Clydeside (en), et participe aux grèves du loyer à Glasgow en 1915. Elle dirige alors la South Govan Women's Housing Association (en) Cette association lutte contre l'augmentation des loyers et empêche les expulsions, elle se bat aux côtés de Mary Barbour (en), Mary Jeff (en) et Agnes Dollan (en). Restée veuve de son premier mariage, elle épouse George Anderson, maître ouvrier mettalurgiste et membre du parti communiste.  
En tant que secrétaire de la Women's Peace Crusade (en), elle organise le 23 juillet 1916 une manifestation qui rassemble 5 000 personnes,.    
En 1918, elle est élue vice-présidente de la division écossaise du Parti travailliste indépendant. Peu de temps après, elle devient une des membres fondatrices de la faction de gauche du Parti demandant son affiliation à l'Internationale communiste. Elle finit par rejoindre le nouveau Parti communiste de Grande-Bretagne, et elle siège à son comité central. Elle participe à divers projets journalistiques. Elle est également secrétaire de Secours ouvrier international à la même époque. 
En 1921, Helen Crawfurd se présente dans le quartier de Govan, en tant que première candidate du parti communiste. 
Crawfurd représente le parti communiste à Bothwell aux élections générales de 1929 et à Aberdeen North en 1931. 
Au cours des années 1930, Helene Crawfurd occupe une place importante parmi les Amis de l'Union soviétique. Peu après la fin de la seconde guerre mondiale, elle devient la première conseillère municipale féminine de Dunoon. Elle prend sa retraite en 1947 pour cause de mauvaise santé,. Helen Crawfurd meurt au Mahson Cottage à Dunoon en 1954, à l'âge de 76 ans.